# Messingkever
De Messingkever (Niptus hololeucus) is een keversoort uit de familie klopkevers (Ptinidae). De wetenschappelijke naam van de soort werd in 1835 gepubliceerd door Franz Faldermann.